# Jaterní tepna
Jaterní tepna (latinsky: arteria hepatica, arteria hepatica communis) je větví útrobní tepny (a. celiaca). Má tři větve, které zásobují okysličenou krví játra, žaludek, slinivku břišní a dvanáctník.
| Větev                    | Krevní zásobení |
| ------------------------ | --- |
| arteria hepatica propria | její větev a. cystica zásobuje žlučník, v jaterní bráně se dělí na pravou a levou jaterní tepnu, které zajišťují nutriční krevní oběh v játrech      |
| arteria gastrica dextra  | společně s a. gastrica sinistra vyživuje žaludek |
| arteria gastroduodenalis | dále se větví na a. gastroepiploica dextra a a. pancreaticoduodenalis superior, které přivádějí krev k žaludku, velké oponě, pankreatu a dvanáctníku |